# Roucy (Adelsgeschlecht)
Roucy war eine Familie der nordfranzösischen Adels normannischer Abstammung. Es tritt erstmals mit Ragenold auf, dem Erbauer der Burg Roucy, das zum Zentrum der Grafschaft Roucy wurde. Die Familie starb bereits nach vier Generationen aus, die Grafschaft Roucy ging an die Grafen von Montdidier über.

## Stammliste
1. Ragenold, † 10. Mai 967, 923 als Normanne bezeugt, 944-9477 comes, um 948 als comes Rauciacus bezeichnet, erbaut um diese Zeit Burg Roucy, 949 die Festung Mareuil-sur-Ay, 966 exkommuniziert, bestattet in der Abtei Saint-Remi in Reims; ⚭ Alverada von Lothringen, Tochter von Herzog Giselbert von Lothringen (Stammliste der Reginare) und Gerberga von Sachsen (Liudolfinger), ebenfalls in der Abtei Saint-Remi bestattet
  1. Giselbert, † 19. April 991/1000, 974 Graf von Roucy, Vizegraf von Reims, bestattet in der Abtei Saint-Remi; ⚭ NN (vielleicht aus der Familie der Ramnulfiden)
    1. Ebles (Ebalus) I., † 11. Mai 1033, 997 Graf von Roucy, 1021 Erzbischof von Reims, 1023 Graf von Reims; ⚭ Beatrix von Hennegau, geschieden vor 1021, Tochter von Reginar IV., Graf von Hennegau (Stammliste der Reginare) und Havide von Frankreich (Stammliste der Kapetinger), sie heiratete in zweiter Ehe Manasses Calva Asina de Ramerupt, 1053 Vidame de Reims (Haus Montdidier)
      1. Havide, 1070 bezeugt; ⚭ Godefroid IV. de Florennes, 1066/78 bezeugt (Haus Rumigny)
      2. Adèle, † 1062, Erbin von Roucy; ⚭ 1034 Hilduin III., Graf von Montdidier, Seigneur de Ramerupt, † 1063 (Haus Montdidier)

    2. Liétaud (Letaldus) de Marle ; ⚭ Mathilde (Mahaut)
      1. Adèle, 1059 Vizegräfin von Coucy; ⚭ I Aubri de Beaumont, 1059/88 bezeugt, † vor 1095 (Haus Beaumont-sur-Oise); ⚭ II Enguerrand de Boves, um 1085 Sire, dann 1095 Vizegraf von Coucy, 1069/1118 bezeugt (Haus Boves)

    3. Judith; ⚭ Manasses I., Graf von Rethel, 1028 bezeugt (Haus Vitri)

  2. Bruno, * wohl 956, † 27. (oder 31.) Januar 1016 oder 29. Dezember 1015, 980 Bischof von Langres
  3. Ermentrude, † 3. März 1002/05; ⚭ I vor 14. Januar 971 Aubry, Graf von Mâcon, † nach 17. Dezember 981/82 (Haus Mâcon); ⚭ II um 982 Otto Wilhelm, Graf von Mâcon und Graf von Nevers, 995 Graf von Burgund, † 21. Februar 1026 (Stammliste des Hauses Burgund-Ivrea)
  4. Tochter; ⚭ Fromond II., 999 Graf von Sens, † 1012

## Weblink
- Das Haus Roucy bei web.genealogies